# 44110 Cassegrain
44110 Cassegrain è un asteroide della fascia principale. Scoperto nel 1998, presenta un'orbita caratterizzata da un semiasse maggiore pari a 2,4075250 au e da un'eccentricità di 0,2099580, inclinata di 2,85695° rispetto all'eclittica.